# Cuamañotepec
Cuamañotepec är en ort i Mexiko.   Den ligger i kommunen Chilapa de Álvarez och delstaten Guerrero, i den sydöstra delen av landet, 210 km söder om huvudstaden Mexico City. Cuamañotepec ligger 2 094 meter över havet och antalet invånare är 128.
Terrängen runt Cuamañotepec är huvudsakligen kuperad. Cuamañotepec ligger uppe på en höjd som går i nord-sydlig riktning. Runt Cuamañotepec är det ganska glesbefolkat, med 42 invånare per kvadratkilometer. Närmaste större samhälle är Chilapa de Alvarez, 14,0 km väster om Cuamañotepec. I omgivningarna runt Cuamañotepec växer huvudsakligen savannskog.